# Little Chute
Little Chute – wieś w Stanach Zjednoczonych, w stanie Wisconsin, w hrabstwie Outagamie.